# Anders Wikström (kyrkomålare)
Anders Wikström, född 1681, död 6 augusti 1752 i Söderköping, var en svensk dekorationsmålare och kyrkomålare i Söderköping.
Wikström var verksam under första hälften av 1700-talet som dekorationsmålare och kyrkomålare. I Kristbergs kyrka utförde han 1725 dekorationsmålningar i brädtunnvalvet och 1731–1734 dekorerade han kortaket i Hjorteds kyrka med figurer och barockornament som delvis finns bevarade i nuvarande kyrkas sakristia.  
Wikström flyttade 1725 till Hospitalskvarteret i Söderköping. Där var han verksam som dekorationsmålare. Wikström avled 6 augusti 1752 i Söderköping av ålderdom.
Wikström var gift med Christina Beckman.